# Compagnie du chemin de fer de Paris à Orléans
A Compagnie du chemin de fer de Paris à Orléans egy korai francia vasúttársaság volt.
1934-ben egyesült a Chemins de fer du Midi társasággal a Chemins de fer de Paris à Orléans et du Midi (PO-Midi) társasággá. 1938-ban a PO-Midi-t öt másik társasággal együtt államosították, és a Société nationale des chemins de fer français (SNCF) részévé vált.

## Története
A társaságot 1838. augusztus 13-án alapították Compagnie du chemin de fer de Paris à Orléans (PO) néven. Korlátolt felelősségű társasági joggal rendelkezett, és 40 millió frankos induló tőkével látták el. Emellett a társaság rendelkezett a francia kormány által odaítélt egyik 70 évre szóló ideiglenes koncesszióval, hogy Párizs és Orléans városok közötti vasutat építsen és üzemeltessen. Székhelye Párizsban volt. Az igazgatóság első elnöke François Bartholony volt.
A vonal első üzembe helyezése 1840. szeptember 20-ra datálódott, de csak Juvisy-n keresztül Corbeil-ig jutott el. A vonal 1843. május 2-án érte el Orléans-t. Abban az időben ez volt Franciaország leghosszabb vasútvonala a 114 kilométerrel.

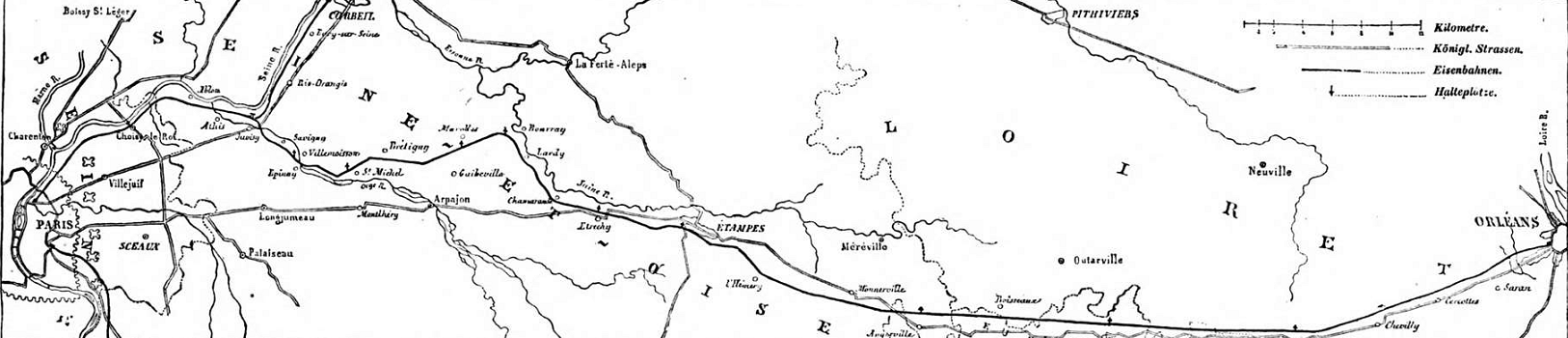
Map of the railway line from Paris to Orléans in 1843

### Első egyesülés
1852 márciusában a Compagnie du chemin de fer de Paris à Orléans kormányzati támogatással átvett néhány társaságot. Ezek a következők voltak:
- Compagnie du Centre
- Compagnie du chemin de fer de Tours à Nantes
- Compagnie du chemin de fer d'Orléans à Bordeaux

1853-ban átvette a Compagnie du chemin de fer de Paris à Sceaux társaságot.
Ezekkel az egyesülésekkel a Compagnie du chemin de fer de Paris à Orléans majdnem elérte végső kiterjedését.
1852 és 1934 között a második legnagyobb francia magánvasút volt. A Gare d'Austerlitz-i pályaudvarról a hálózat a Loire és a Garonne vidékétől Orléans-ig és Tours-ig terjedt. Innen az elágazások Vendôme, Le Mans, az Atlanti-óceán partján Angers, Nantes, St Nazaire-tól Landerneau-ig, Villefranche-tól délre, Clermont-Ferrand és Toulouse, Poitiers-től délnyugatra és Angoulême-től Bordeaux-ig vezettek.

### Hálózat 1912-ben
| Hálózat                                 | Hossz (km) | Hossz (mérföld) |
| --------------------------------------- | ---------- | --------------- |
| Engedélyezett hazai hálózat             | 5116       | 3179            |
| Koncessziós új vonalak, normál nyomtáv  | 2351       | 1461            |
| Koncessziós új vonalak, keskeny nyomtáv | 323        | 201             |
| Teljes hossz                            | 7790       | 4840            |

### Második egyesülés és államosítás
1934-ben a Compagnie du chemin de fer de Paris à Orléans (PO) egyesült a Chemin de Fer du Midi társasággal a Chemin de Fer de Paris à Orléans et du Midi (PO-Midi)" néven. Az egyesülés után az új PO-Midi hálózata közel 12 000 kilométert tett ki.
Egy hatékony, egységes és országos hálózat létrehozása érdekében, állami ellenőrzés alatt, 1938. január 1-jén öt másik társasággal együtt államosították, hogy az újonnan alapított Société nationale des chemins de fer français (SNCF) részévé váljon. Ez aztán öt másik társaság több vasúti tevékenységét is átvette.

## Örökség
A második világháború után a Rothschild bankárcsalád vette át a Paris Orléans maradványait és alakította át banki tevékenységét és vállalati befektetéseit egy holdinggá.